# Manzaneda (kommun)
Manzaneda är en kommun i Spanien. Den ligger i provinsen Ourense i den autonoma regionen Galicien i nordvästra delen av landet, 400 km nordväst om huvudstaden Madrid. Antalet invånare är 798 (2024). Arean är 114,57 kvadratkilometer.